# R. W. Goodwin
Robert W. «Bob» Goodwin, présenté comme R. W. Goodwin, est un producteur et réalisateur américain.  Il est surtout connu pour son travail en tant que producteur exécutif principal pour la série  X-Files : Aux frontières du réel . Il vit actuellement à Bellingham, Washington. 
Il a également produit et dirigé, en 2009,  Alien Trespass, un film indépendant à petit budget.

## Travail pour la série X-Files
Coproducteur  exécutif sur 72 épisodes de la série de 1993 à 1996, puis producteur exécutif de 1996 à 1998 sur 44 épisodes. Il a été scénariste sur l'épisode "Demons" (saison 4).
Il a également réalisé 9 épisodes de la série.

## Vie privée
R. W. Goodwin est marié à l'actrice américaine Sheila Larken, qui a notamment interprété le rôle de Margaret Scully dans la série X-Files .

## Producteur
- 1978 : Big Bob Johnson and His Fantastic Speed Circus (Téléfilm) (producteur exécutif)
- 1980 : Rendez-vous chez Max's
- 1981 : Mistress of Paradise (Téléfilm)
- 1983 : Le pénitencier de l'enfer (en) (Téléfilm)
- 1983 : The Winter of Our Discontent (Téléfilm)
- 1983 : Secrets of a Married Man (Téléfilm)
- 1984 : Jessie (Téléfilm)
- 1985 : Des filles de rêve (Téléfilm)
- 1985 : Copacabana (Téléfilm)
- 1986 : Disney Parade (série télévisée) (1 épisode)
- 1986 : Acceptable Risks (Téléfilm)
- 1986 : Fresno (feuilleton) (2 épisodes)
- 1986 : Hardesty House (Téléfilm)
- 1987 : Downpayment on Murder (Téléfilm)
- 1987-1989  : Flic à tout faire (série télévisée) (42 épisodes)
- 1988 : Aaron's Way (série télévisée)
- 1988 : A Father's Homecoming (Téléfilm)
- 1989 : Vivre sans elle (Téléfilm)
- 1989 : Corky, un adolescent pas comme les autres (série télévisée) (coproducteur exécutif)
- 1989-1990 : Nick Mancuso, les dossiers secrets du FBI (série télévisée) (20 épisodes)
- 1991 : Eddie Dodd (série télévisée) (6 épisodes) (coproducteur exécutif)
- 1991 : La Nuit du mensonge (Téléfilm)
- 1992 : Contamination mortelle (Téléfilm)
- 1993 : Pauvre Emily (Téléfilm)
- 1993-1998 : X-Files, aux frontières du réel (série télévisée) (116 épisodes) - coproducteur exécutif (72 épisodes, 1993-1996)/ producteur exécutif (44 épisodes, 1996-1998)
- 2000 : Rocky Time (Téléfilm)
- 2000-2001 :  Le Fugitif (série télévisée) (14 épisodes)
- 2001-2002 :  Pasadena (série télévisée) (12 épisodes)
- 2002 : Flashpoint (Téléfilm)
- 2003-2004 : Tru Calling : Compte à rebours (série télévisée) (20 épisodes) (producteur exécutif)
- 2008: The Cody Rivers Show (série télévisée)
- 2009 : Alien Trespass

## Réalisateur
- 1986 : Hardesty House (Téléfilm)
- 1988 : Aaron's Way (série télévisée)
- 1988 : A Father's Homecoming (Téléfilm)
- 1989 : Corky, un adolescent pas comme les autres (série télévisée) (1 épisode)
- 1993-1998 : X-Files, aux frontières du réel (série télévisée) (9 épisodes)
- 1998 : Trinity (série télévisée)
- 1999 : New York 911 (série télévisée) (2 épisodes)
- 2001 :  Le Fugitif (série télévisée) (2 épisodes)
- 2001 :  Pasadena (série télévisée) (1 épisode)
- 2008: The Cody Rivers Show (série télévisée)
- 2009 : Alien Trespass

## Scénariste
- 1974: Le Justicier (série télévisée) (1 épisode)
- 1978: Kaz (série télévisée) (1 épisode)
- 1989: Flic à tout faire (série télévisée) (1 épisode)
- 1990: Nick Mancuso, les dossiers secrets du FBI (série télévisée) (1 épisode)
- 1997: X-Files, aux frontières du réel (série télévisée) (1 épisode)